# Klaschka (Unternehmen)
Die Klaschka Industrieelektronik GmbH, vormals Klaschka GmbH & Co.KG, ist ein Hersteller von Elektronikkomponenten mit Sitz in Neuhausen (Baden-Württemberg). Klaschka entwickelte und verkaufte den ersten induktiven Näherungsschalter an die Automobilindustrie und die erste speicherprogrammierbare Steuerung deutscher Herkunft.

## Geschichte
Das Unternehmen wurde 1964 von Walter Klaschka nach dem Studium an der Universität Stuttgart, wo er mit der Arbeit Ueber den Zusammenhang zwischen Rauschersatzbild und Uebertragungsersatzbild seinen Abschluss machte, gegründet. In diesem Jahr wurde der erste im Oktober 1959 von Klaschka als Assistent an der Universität Stuttgart entwickelte induktive Näherungsschalter auf den Markt gebracht. 1976 kam dann die erste von Klaschka vertriebene speicherprogrammierbare Steuerung mit der Markenbezeichnung SECON auf den Markt, die 1977 mit dem „iF product design award“ ausgezeichnet wurde. 1993 nannte sich das Unternehmen von Industrieautomation Dr.-Ing. Walter Klaschka GmbH + Co. KG (seit 1989, vormals Industrieelektronik Dr.-Ing. Walter Klaschka), mit einem Umsatz von rund 1.070.000 Euro, in Klaschka GmbH & Co. KG, Elektronik + Automation (KEA) um. 1993 wurde die Dr. Klaschka GmbH (DKU) in Donezk gegründet. 2009 geriet das Unternehmen in wirtschaftliche Schwierigkeiten und stellte am Ende des Jahres 2010 einen Insolvenzantrag beim Amtsgericht Pforzheim. Nach dem Tod von Walter Klaschka am 10. Mai 2010 übernahm zunächst Gert Fünfzig die Geschäftsführung. 2012 wurden die Aktivitäten der Klaschka GmbH & Co. KG von der neu gegründeten Klaschka Industrieelektronik GmbH übernommen. Zuvor wurde das Unternehmen am 27. März 2012 bis 25. Mai unter dem Namen KaMiGaSt Industrie-Elektronik GmbH im Handelsregister geführt.

## Produkte
Das Unternehmen entwickelt, fertigt und vertreibt elektronische Sensoren, Sicherheitsschalter und Steuergeräte für die Automation von Maschinen und Anlagen in der Industrie und in der Umwelttechnik, überwiegend in kundenspezifischer Ausführung. Die Produkte werden zum Positionieren und zum Kontrollieren, zum Steuern und Regeln, zum Überwachen und Fehler erkennen, zum Bedienen und Beobachten eingesetzt.